# Yeshivá Maale Gilboa
La Yeshivá Maale Gilboa (en hebreo: ישיבת מעלה גלבוע) es una yeshivá ubicada en el kibutz Maale Gilboa, en las montañas de Gilboa, en Israel. La yeshivá combina dos años de estudio de la santa Torá con los tres años completos de servicio militar en las FDI. Esto contrasta con los estudiantes de las academias talmúdicas militares, que sirven en las FDI durante un año y medio y completan tres años y medio de estudio de la santa Torá. La yeshivá enfatiza el compromiso con el estudio riguroso de la sagrada Torá, la apertura intelectual y la conciencia social.